# The Blind
The Blind est un mystère en un acte de la compositrice Lera Auerbach, composé en 2001.

## Contexte et création
La compositrice a écrit elle-même le livret, qui est une adaptation des Aveugles de Maurice Maeterlinck.
L'œuvre a été créée le 13 octobre 2011 au Konzerthaus de Berlin.

## Rôles
| Rôles             | Voix          | Interprète de la création Direction : Philip Mayers |
| ----------------- | ------------- | --------------------------------------------------- |
| Femme Aveugle I   | soprano       |                                                     |
| Femme Aveugle II  | mezzo-soprano |                                                     |
| Femme Aveugle III | alto          |                                                     |
| Femme Aveugle IV  | soprano       |                                                     |
| Femme Aveugle V   | mezzo-soprano |                                                     |
| Femme Aveugle VI  | alto          |                                                     |
| Homme Aveugle I   | ténor         |                                                     |
| Homme Aveugle II  | bariton       |                                                     |
| Homme Aveugle III | basse         |                                                     |
| Homme Aveugle IV  | ténor         |                                                     |
| Homme Aveugle V   | baryton       |                                                     |
| Homme Aveugle VI  | basse         |                                                     |